# Eurístenes
Eurístenes (en llatí Eurysthenes, en grec antic Εὐρυσθένης), va ser un rei espartà llegendari, germà bessó de Procles i fill d'Aristodem. El pare va morir després del naixement dels bessons i no va poder decidir quin l'havia de succeir i la mare, Àrgia, no podia determinar quin havia nascut primer.
Els espartans van demanar consell a l'oracle de Delfos que va dictaminar els dos fossin reis, però que donessin més autoritat al gran. Com que això no era conegut, es va decidir que el que la mare hagués rentat i alimentat primer seria el gran. Així se li va donar la preeminència a Eurístenes, que seria conservada pels seus descendents, segons diu Heròdot. La mare Àrgia i el seu germà Teras van ser nomenats regents. Els reis es van casar amb dues germanes bessones, filles de Tersandre rei de Cleones, que portaven per noms Làtria i Anaxandra. Pausànias va veure les seves tombes segles després, quan va visitar Esparta.
Els dos reis i Temen es van unir per restaurar a Èpit, fill de Cresfontes, a Messènia, però en general, segons Heròdot, els dos germans van estar quasi sempre enfrontats. Segons Poliè, Eurístenes es va emparar del poder en una batalla contra el seu germà on el ritme marcat per la flauta travessera va pautar el bon ordre dels soldats, però Temen va imposar altre cop la dualitat. Ciceró diu que va morir un any després que el seu germà i que era el més famós pels seus èxits. El seu fill, Agis I, va ser el fundador de la dinastia dels agíades.